# Skoruszowy Dział

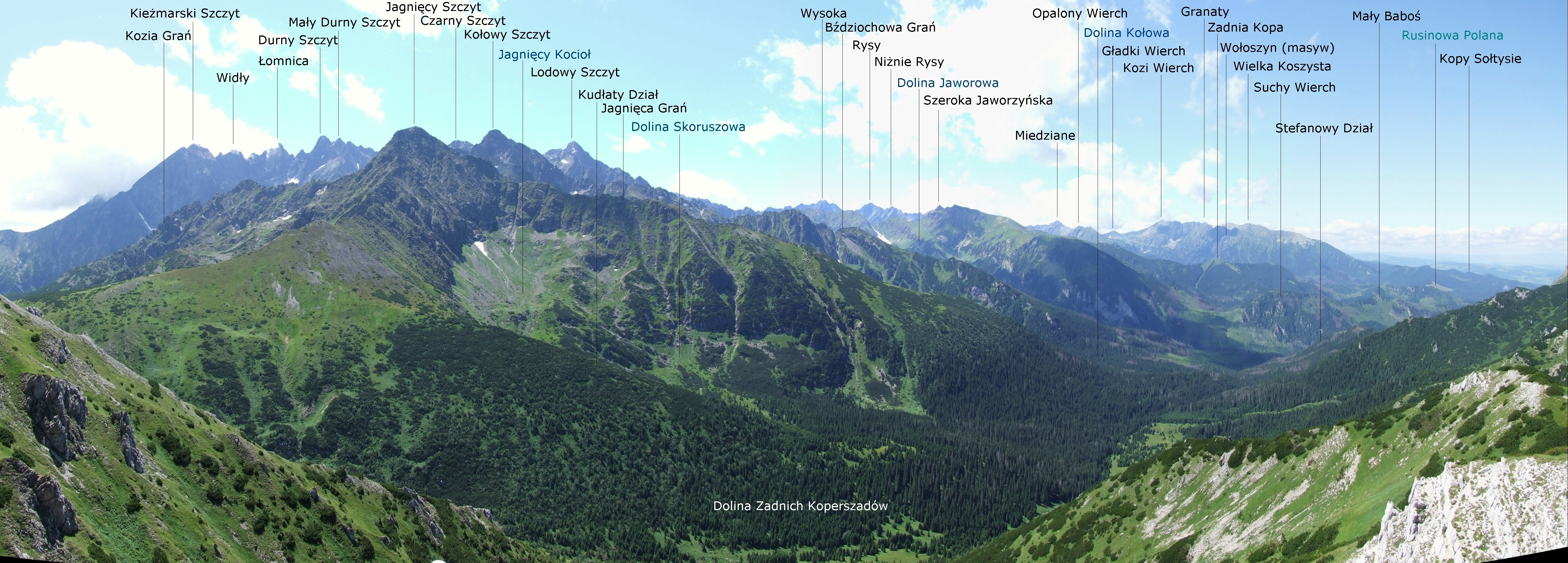
Widok z Szerokiej Przełęczy

Skoruszowy Dział lub Skoruszów Dział (słow. Skoruší diel, Skorušový chrbát) – położony na wysokości ok. 1280–1700 m najniższy odcinek Jagnięcej Grani w słowackiej części Tatr Wysokich. Grań ta oddziela Dolinę Kołową od Doliny Skoruszowej. Skoruszowy Dział zaczyna się poniżej Jagnięcego Upłazu i kończy u ujścia Kołowego Potoku do Koperszadzkiego Potoku. Obecnie jego szeroki grzbiet, jak również stoki w dolnej części porastają lasem, w górnej kosodrzewiną.
Na północny wschód od osi grzbietu, tuż powyżej Koperszadzkiego Potoku, znajduje się Skoruszowa Polanka. Z kolei na samym grzbiecie, na wysokości 1409 m, leży inna polanka – Skoruszowy Burdel ze służbowym budynkiem TANAP-u.
Przez Skoruszowy Dział prowadzi droga leśna z Doliny Zadnich Koperszadów do Doliny Kołowej. Od strony tej doliny znajduje się w Skoruszowym Upłazie jaskinia Skoruszowa Dziura o długości 25 m.
Na słowackiej mapie jako Skoruší diel oznaczony jest nie sam grzbiet, ale zbocze po jego północno-wschodniej stronie opadające do Skoruszowego Potoku.